# Joey Rosskopf
Pour les articles homonymes, voir Rosskopf.

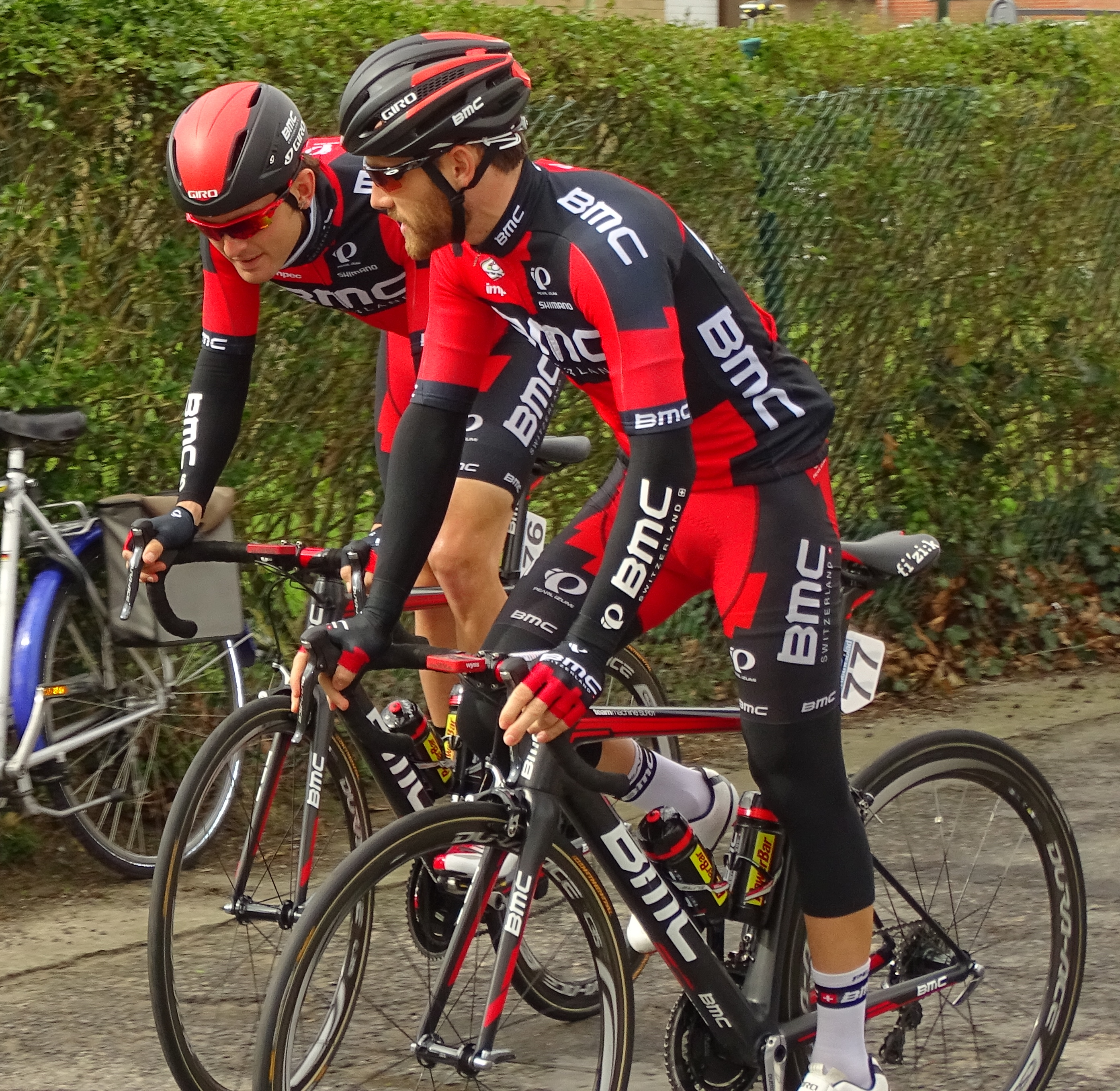
Joey Rosskopf (à gauche), avec Danilo Wyss, lors des Trois Jours de La Panne 2015

Joey Rosskopf, né le 5 septembre 1989 à Decatur (Géorgie), est un coureur cycliste américain.

## Biographie
Joey Rosskopf naît le 5 septembre 1989 à Decatur en Géorgie. Il est le fils de Kenneth Rosskopf, pratiquant le cyclisme en catégorie masters à partir de 43 ans, champion des États-Unis du critérium dans la catégorie 70-74 ans en 2009, et également champion de Géorgie.
Joey Rosskopf dispute ses premières courses cyclistes à seize ans. Vainqueur du Tour de l'Ohio en 2009, il devient professionnel l'année suivante dans l'équipe Mountain Khakis-Jittery Joe's. Il gagne avec elle la Atlanta 100K Classic. 
En 2011, il est stagiaire chez Type 1 puis intègre cette équipe en 2012. Il est notamment vainqueur d'étape et deuxième du classement général du Tour du Rwanda en 2011.
En 2013, Joey Rosskopf est engagé par l'équipe Hincapie Sportswear Development. Il gagne cette année-là le Paris-Arras Tour, ainsi qu'une étape contre-la-montre du Tour de Beauce et prend la troisième place de la Philadelphia Cycling Classic et de la Flèche du Sud. 
En 2014, il remporte en début de saison la Redlands Classic en attaquant seul lors de la dernière étape. En mai, il est médaillé d'argent de la course en ligne et du contre-la-montre des Jeux panaméricains. Il réalise des performances remarquées en août, notamment lors de l'étape reine du Tour de l'Utah : il y attaque dans le dernier kilomètre et n'est suivi que par Cadel Evans, qui le devance sur la ligne d'arrivée. Deux semaines plus tard, Rosskopf est sixième du Tour du Colorado. Deux mois après ces performances, l'équipe BMC Racing le recrute pour la saison 2015.
Il fait ses débuts avec BMC Racing en février 2015, au Trofeo Laigueglia, en Italie. Le Tour du Pays basque, en avril, est sa première course World Tour. En juin, il remporte avec ses coéquipiers le contre-la-montre par équipes du Critérium du Dauphiné. En août, il est au départ du Tour d'Espagne, où BMC Racing s'impose à nouveau en contre-la-montre par équipes. Rosskopf termine ce premier grand tour, à la 124e place.
L'année 2016 voit Joey Rosskopf disputer le Tour d'Italie. Il termine cette course en 85e position après avoir travaillé pour ses leaders. Au cours de l'été il devient maillot jaune du Tour du Limousin après avoir devancé Hubert Dupont et Nicolas Edet à Oradour-sur-Glane lors de la première étape. Aidé par ses équipiers il remporte le classement général de la course française quelques jours plus tard.
En 2020, il se classe troisième du Tour Poitou-Charentes en Nouvelle-Aquitaine remporté par le Français Arnaud Démare.

## Palmarès
- 2009
  - Tour de l'Ohio :
    - Classement général
    - 2e et 4e étapes
- 2010
  - US 100 K Classic
- 2011
  - 4e étape du Tour du Rwanda
  - 2e du Tour du Rwanda
- 2013
  - Paris-Arras Tour :
    - Classement général
    - 1re étape

  - 4e étape du Tour de Beauce (contre-la-montre)
  - 5e étape de la Cascade Classic
  - Grant Park Criterium
  - 2e de la Cascade Classic
  - 2e de l'USA National Racing Calendar
  - 3e de la Flèche du Sud
  - 3e de la Philadelphia Cycling Classic
- 2014
  - Redlands Bicycle Classic :
    - Classement général
    - 5e étape

  -  Médaillé d'argent du contre-la-montre des championnats panaméricains
  -  Médaillé d'argent de la course en ligne des championnats panaméricains
- 2015
  - 3e étape du Critérium du Dauphiné (contre-la-montre par équipes)
  - 1re étape du Tour d'Espagne (contre-la-montre par équipes)
- 2016
  - Tour du Limousin
    - Classement général
    - 1re étape

  -  Médaillé d'argent au championnat du monde du contre-la-montre par équipes
- 2017
  -  Champion des États-Unis du contre-la-montre
  - 2e étape du Tour de Catalogne (contre-la-montre par équipes)
- 2018
  -  Champion des États-Unis du contre-la-montre
- 2020
  - 3e du Tour Poitou-Charentes en Nouvelle-Aquitaine
- 2021
  -  Champion des États-Unis sur route

## Résultats sur les grands tours

### Tour de France
1 participation
- 2019 : 73e

### Tour d'Italie
3 participations
- 2016 : 85e
- 2017 : 70e
- 2020 : 64e

### Tour d'Espagne
2 participations
- 2015 : 124e, vainqueur de la 1re étape (contre-la-montre par équipes)
- 2018 : 81e

## Classements mondiaux
| Année                                 | 2012 | 2013 | 2014 | 2015 | 2016 | 2017 | 2018  | 2019 | 2020 | 2021 | 2022  | 2023 | 2024  |
| ------------------------------------- | ---- | ---- | ---- | ---- | ---- | ---- | ----- | ---- | ---- | ---- | ----- | ---- | ----- |
| UCI World Tour                        |      |      |      | nc   | nc   | 354e | 197e  |      |      |      |       |      |       |
| Classement mondial                    |      |      |      |      | 257e | 630e | 424e  | 727e | 247e | 453e | 1881e | 817e | 3393e |
| UCI Europe Tour                       | nc   | 195e | nc   |      | 270e | 624e | 1609e |      |      |      |       |      |       |
| UCI Asia Tour                         | nc   | 212e | nc   |      | 198e | 514e | 580e  |      |      |      |       |      |       |
| UCI America Tour                      | 196e | 112e | 7e   |      | 72e  | 91e  | 64e   | 81e  | 19e  | 41e  | 295e  | 85e  | nc    |
| UCI Africa Tour                       | 26e  | nc   | nc   |      | nc   | nc   | nc    |      |      |      |       |      |       |
|                                       |      |      |      |      |      |      |       |      |      |      |       |      |       |
| Légende : nc = non classéSource : UCI |      |      |      |      |      |      |       |      |      |      |       |      |       |